# 9. oklepna divizija (Irak)
9. oklepna divizija je oklepna divizija Iraške kopenske vojske, ki je podrejena Korpusu za hitro posredovanje.

## Zgodovina
Operacije in bitke
- Bitka za Basro (2008)

## Organizacija
- 9. bataljon specialnih sil (Taji)
- 9. komando bataljon
- 34. oklepna brigada
- 35. oklepna brigada
- 36. oklepna konjeniška brigada
- 37. (kolesna) lahka mehanizirana brigada
- 9. poljski inženirski polk
- 9. poljski artilerijski polk
- 9. lokacijsko poveljstvo

- 9. bazna varnostna enota
- 9. vzdrževalna baza
- 9. motorizirani transportni polk

- 9. divizijski trenažni center